# Aleksej Kostygov
Aleksej Venijaminovitj Kostygov (ryska: Алексей Вениаминович Костыгов), född 5 juli 1973 i Jaroslavl, är en rysk tidigare handbollsmålvakt. Han var med och tog OS-brons 2004 i Aten.